# 新潟県道171号塚山小国線
新潟県道171号塚山小国線（にいがたけんどう171ごう つかやまおぐにせん）は新潟県長岡市内を通る一般県道である。

## 概要

### 路線データ
- 起点：新潟県長岡市塚野山字中村（国道404号交点）
- 終点：新潟県長岡市小国町原字中川原甲（国道403号・新潟県道341号大沢小国小千谷線交点）

## 地理

### 通過する自治体
- 新潟県長岡市

### 接続する道路
- 国道404号（起点：長岡市塚野山字中村）
- 新潟県道11号柏崎小国線（長岡市塚野山 - 長岡市小国町武石で重複）
- 国道291号（長岡市小国町武石）
- 新潟県道252号田代小国線（長岡市小国町横沢字下村 - 長岡市小国町横沢字上村で重複）
- 新潟県道25号柿崎小国線（猿橋交差点）
- 新潟県道341号大沢小国小千谷線（長岡市小国町小栗山 - 長岡市小国町原字中川原甲（終点）で重複）
- 国道403号（終点：長岡市小国町原字中川原甲）

### 周辺
- JR信越本線 塚山駅
- 長岡市消防本部 長岡消防署 小国出張所
- 長岡市役所 小国支所
- 長岡市立下小国小学校
- 長岡市立渋海小学校
- 長岡市立上小国小学校
- JA柏崎
  - 小国支店
  - 上小国支店
- 塚山郵便局
- 七日町郵便局
- 鳴島工業 小国工場
- ピーコック 小国工場（冷凍食品工場）
- コメリハードアンドグリーン 刈羽小国店
- Aコープ柏崎
  - 小国店
  - かみおぐに店
- 渋海川

## その他
- 路線名の「塚山」・「小国」は、起点・終点付近の旧自治体名（新潟県三島郡塚山村、同県刈羽郡小国町）に由来する。